# Rosario (Batangas)
Rosario é um município de  primeira classe de renda municipal (d) na província Batangas, nas Filipinas. De acordo com o censo de 1 de maio  de  2020 possui uma população de 128 352 pessoas e 30 029 domicílios.